# Терфенс
Терфенс (нім. Terfens) — громада округу Швац у землі Тіроль, Австрія.
Терфенс лежить на висоті 591 м над рівнем моря і займає площу 15,22 км². Громада налічує 2082 мешканців.
Густота населення 137/км².
Терфенс лежить у долині річки Інн, на відстані приблизно 20 км від Інсбрука.
|                                  |
| Терфенс на мапі округу та землі. |

 Адреса управління громади: Dorfplatz 1, 6123 Terfens.